# ماجراهای فیلیپ
ماجراهای فیلیپ (انگلیسی: The Adventures of Philip) نام یک رمان است که توسط ویلیام تاکری نوشته شده و در سال ۱۸۶۱-۶۲ چاپ و منتشر گردیده است.